# Neosilba batesi
Neosilba batesi är en tvåvingeart som först beskrevs av Charles Howard Curran 1932.  Neosilba batesi ingår i släktet Neosilba och familjen stjärtflugor. Inga underarter finns listade i Catalogue of Life.